# Vlădiceni (okręg Neamț)
Vlădiceni – wieś w Rumunii, w okręgu Neamț, w gminie Bârgăuani. W 2011 roku liczyła 367 mieszkańców.